# Tournoi pré-olympique féminin de la CONCACAF 2020
Pour un article plus général, voir Tournoi féminin de football aux Jeux olympiques d'été de 2020.
Navigation
Rio de Janeiro 2016
Le tournoi préolympique de qualification de la zone Amérique du Nord, centrale et Caraïbes du tournoi olympique de football féminin de 2020 permet de désigner les sélections nord-américaines qui participeront au tournoi féminin de football aux Jeux de Tokyo en 2021. La cinquième édition de ces éliminatoires se déroule du 28 janvier au 9 février 2020. Le vainqueur et le finaliste sont directement qualifié pour les Jeux olympiques.

## Organisation

### Lieux des compétitions
Trois stades ont été sélectionnés pour accueillir le tournoi de qualification olympique. L'annonce a eu lieu le 7 novembre 2019. Le BBVA Stadium de Houston et le H-E-B Park de Edinburg accueillent respectivement les matchs des groupes A et B tandis que le Dignity Health Sports Park de Carson accueille la phase finale (demi-finale et finale).
| \| BBVA Stadium H-E-B Park Dignity Health Sports Park \| Localisation des trois stades sélectionnés. |
| BBVA Stadium H-E-B Park Dignity Health Sports Park                                                   |

| BBVA Stadium H-E-B Park Dignity Health Sports Park |

### Tirage au sort
Le tirage au sort a lieu le 7 novembre 2019 au sein des studios de Mediapro à Miami en Floride. Les huit équipes ont été réparties en deux groupes de quatre équipes. Les équipes ont été classées dans quatre pots pour le tirage au sort. Le pot 1 contenait les États-Unis, têtes de série du groupe A en tant que pays hôte. Les équipes restantes ont été réparties dans les pots sur la base du classement mondial féminin de la FIFA du 27 septembre 2019 (indiqué entre parenthèses ci-dessous).
| Pot 1            | Pot 2            | Pot 3          | Pot 4                             |
| ---------------- | ---------------- | -------------- | --------------------------------- |
| États-Unis (1er) | Mexique (27e)    | Jamaïque (51e) | Haïti (73e)                       |
| Canada (7e)      | Costa Rica (38e) | Panama (56e)   | Saint-Christophe-et-Niévès (134e) |

| Groupe A        | Groupe B                        |
| --------------- | ------------------------------- |
| (A1) États-Unis | (B1) Canada                     |
| (A2) Costa Rica | (B2) Mexique                    |
| (A3) Panama     | (B3) Jamaïque                   |
| (A4) Haïti      | (B4) Saint-Christophe-et-Niévès |

## Acteurs du tournoi

### Équipes qualifiées
| Zone              | Places | Qualifiés                  | Participations |
| ----------------- | ------ | -------------------------- | -------------- |
| Amérique du Nord  | 3      | Canada                     | 5e             |
| Amérique du Nord  | 3      | États-Unis                 | 5e             |
| Amérique du Nord  | 3      | Mexique                    | 5e             |
| Amérique centrale | 2      | Costa Rica                 | 5e             |
| Amérique centrale | 2      | Panama                     | 2e             |
| Caraïbes          | 2      | Haïti                      | 2e             |
| Caraïbes          | 2      | Jamaïque                   | 2e             |
| Caraïbes          | 2      | Saint-Christophe-et-Niévès | 1re            |
| Total             | 8      |                            |                |

## Compétition

### Premier tour
Les deux premiers de chaque groupe  se qualifient pour les demi-finales.
Chaque équipe reçoit trois points pour une victoire et un pour un match nul. En cas d'égalité de points dans un groupe les équipes sont départagées suivant :
1. la meilleure différence de buts ;
2. le plus grand nombre de buts marqués ;
3. le plus grand nombre de points obtenus dans les matches de groupe entre les équipes concernées ;
4. la différence de buts particulière dans les matches de groupe entre les équipes concernées ;
5. le plus grand nombre de buts marqués dans les matches de groupe entre les équipes concernées ;

#### Groupe A
| Rang | Équipe     | Pts | J | G | N | P | Bp | Bc | Diff |
| ---- | ---------- | --- | - | - | - | - | -- | -- | ---- |
| 1    | États-Unis | 9   | 3 | 3 | 0 | 0 | 18 | 0  | +18  |
| 2    | Costa Rica | 6   | 3 | 2 | 0 | 1 | 8  | 7  | +1   |
| 3    | Haïti      | 3   | 3 | 1 | 0 | 2 | 6  | 6  | 0    |
| 4    | Panama     | 0   | 3 | 0 | 0 | 3 | 1  | 20 | -19  |

| 28 janvier 2020 | Costa Rica                                                                       | 6 - 1   | Panama       |                                                  |                                                  |
| 17 h 00         | Herrera 9e 72e · Rodríguez 16e (pen.) · Cruz 67e · Chinchilla 70e · Elizondo 83e | (2 - 1) | 45e Castillo | BBVA Stadium, Houston Arbitrage : Lucila Venegas | BBVA Stadium, Houston Arbitrage : Lucila Venegas |

| 28 janvier 2020 | États-Unis                                        | 4 - 0   | Haïti |                                                                       |                                                                       |
| 19 h 30         | Press 2e · Williams 67e · Horan 73e · Lloyd 90+3e | (1 - 0) |       | BBVA Stadium, Houston Spectateurs : 4 363 Arbitrage : Odette Hamilton | BBVA Stadium, Houston Spectateurs : 4 363 Arbitrage : Odette Hamilton |

| 31 janvier 2020 | Haïti | 0 - 2   | Costa Rica        |                                                    |                                                    |
| 17 h 00         |       | (0 - 0) | 57e 66e Rodríguez | BBVA Stadium, Houston Arbitrage : Francia González | BBVA Stadium, Houston Arbitrage : Francia González |

| 31 janvier 2020 | Panama | 0 - 8   | États-Unis                                                                           |                                                                        |                                                                        |
| 19 h 30         |        | (0 - 4) | 3e 18e 81e Horan · 16e Williams · 21e Lavelle · 70e Press · 72e McDonald · 79e Heath | BBVA Stadium, Houston Spectateurs : 14 121 Arbitrage : Myriam Marcotte | BBVA Stadium, Houston Spectateurs : 14 121 Arbitrage : Myriam Marcotte |

| 3 février 2020 | Panama | 0 - 6   | Haïti                                                                   |                                                   |                                                   |
| 17 h 00        |        | (0 - 3) | 5e (pen.) 84e Mondésir · 12e 29e Saint-Félix · 47e Dumornay · 59e Louis | BBVA Stadium, Houston Arbitrage : Myriam Marcotte | BBVA Stadium, Houston Arbitrage : Myriam Marcotte |

| 3 février 2020 | États-Unis                                              | 6 - 0   | Costa Rica |                                                    |                                                    |
| 19 h 30        | Press 4e 36e · Horan 10e · Mewis 63e 83e · McDonald 77e | (3 - 0) |            | BBVA Stadium, Houston Arbitrage : Francia González | BBVA Stadium, Houston Arbitrage : Francia González |

#### Groupe B
| Rang | Équipe                     | Pts | J | G | N | P | Bp | Bc | Diff |
| ---- | -------------------------- | --- | - | - | - | - | -- | -- | ---- |
| 1    | Canada                     | 9   | 3 | 3 | 0 | 0 | 22 | 0  | +22  |
| 2    | Mexique                    | 6   | 3 | 2 | 0 | 1 | 7  | 2  | +5   |
| 3    | Jamaïque                   | 3   | 3 | 1 | 0 | 2 | 7  | 10 | -3   |
| 4    | Saint-Christophe-et-Niévès | 0   | 3 | 0 | 0 | 3 | 0  | 24 | -24  |

| 29 janvier 2020 | Canada | 11 - 0  | Saint-Christophe-et-Niévès |                                                                   |                                                                   |
| 16 h 30         | Sinclair 7e (pen.) 23e · Leon 12e 26e 43e 80e · Lawrence 18e 57e · Riviere 40e · Fleming 54e · Huitema 74e | (6 - 0) |                            | H-E-B Park, Edinburg Spectateurs : 820 Arbitrage : Crystal Sobers | H-E-B Park, Edinburg Spectateurs : 820 Arbitrage : Crystal Sobers |

| 29 janvier 2020 | Mexique     | 1 - 0   | Jamaïque |                                                 |                                                 |
| 19 h 00         | Cuéllar 36e | (1 - 0) |          | H-E-B Park, Edinburg Arbitrage : Katja Koroleva | H-E-B Park, Edinburg Arbitrage : Katja Koroleva |

| 1er février 2020 | Saint-Christophe-et-Niévès | 0 - 6   | Mexique                                                                  |                                                 |                                                 |
| 14 h 30          |                            | (0 - 4) | 3e Palacios · 4e López · 9e (pen.) Mayor · 22e 52e Cuéllar · 76e Mercado | H-E-B Park, Edinburg Arbitrage : Tatiana Guzmán | H-E-B Park, Edinburg Arbitrage : Tatiana Guzmán |

| 1er février 2020 | Jamaïque | 0 - 9   | Canada                                                        |                                                                     |                                                                     |
| 16 h 30          |          | (0 - 3) | 10e 55e 62e 81e 90+3e Huitema · 16e Rose · 44e 51e 66e Beckie | H-E-B Park, Edinburg Spectateurs : 2 010 Arbitrage : Melissa Borjas | H-E-B Park, Edinburg Spectateurs : 2 010 Arbitrage : Melissa Borjas |

| 4 février 2020 | Canada                        | 2 - 0   | Mexique |                                                 |                                                 |
| 17 h 30        | Sinclair 26e · Zadorsky 45+2e | (2 - 0) |         | H-E-B Park, Edinburg Arbitrage : Katja Koroleva | H-E-B Park, Edinburg Arbitrage : Katja Koroleva |

| 4 février 2020 | Jamaïque                                                                    | 7 - 0   | Saint-Christophe-et-Niévès |                                                 |                                                 |
| 19 h 30        | Shaw 38e 57e · Cameron 40e · Solaun 51e · Carter 68e (pen.) · McCoy 70e 85e | (2 - 0) |                            | H-E-B Park, Edinburg Arbitrage : Crystal Sobers | H-E-B Park, Edinburg Arbitrage : Crystal Sobers |

### Phase finale
|  | Demi-finales                                | Demi-finales                                |        |   | Finale                                      | Finale                                      |
|  | Demi-finales                                | Demi-finales                                |        |   | Finale                                      | Finale                                      |
|  |                                             |                                             |        |   |                                             |                                             |
|  | 7 février 2020 - Dignity Health Sports Park | 7 février 2020 - Dignity Health Sports Park |        |   | 9 février 2020 - Dignity Health Sports Park | 9 février 2020 - Dignity Health Sports Park |
|  | 7 février 2020 - Dignity Health Sports Park | 7 février 2020 - Dignity Health Sports Park |        |   | 9 février 2020 - Dignity Health Sports Park | 9 février 2020 - Dignity Health Sports Park |
|  | Canada                                      | 1                                           |        |   | 9 février 2020 - Dignity Health Sports Park | 9 février 2020 - Dignity Health Sports Park |
|  | Canada                                      | 1                                           |        |   | 9 février 2020 - Dignity Health Sports Park | 9 février 2020 - Dignity Health Sports Park |
|  | Costa Rica                                  | 0                                           |        |   | 9 février 2020 - Dignity Health Sports Park | 9 février 2020 - Dignity Health Sports Park |
|  | Costa Rica                                  | 0                                           | Canada | 0 |                                             |                                             |
|  | 7 février 2020 - Dignity Health Sports Park |                                             | Canada | 0 |                                             |                                             |
|  |                                             | États-Unis                                  | 3      |   |                                             |                                             |
|  | États-Unis                                  | États-Unis                                  | 3      | 4 |                                             |                                             |
|  | États-Unis                                  |                                             |        | 4 |                                             |                                             |
|  | Mexique                                     | 0                                           |        |   |                                             |                                             |
|  | Mexique                                     | 0                                           |        |   |                                             |                                             |

#### Demi-finales
| 7 février 2020 | Canada      | 1 - 0   | Costa Rica |                                                               |                                                               |
| 16 h 00        | Huitema 72e | (0 - 0) |            | Dignity Health Sports Park, Carson Arbitrage : Lucila Venegas | Dignity Health Sports Park, Carson Arbitrage : Lucila Venegas |

| 7 février 2020 | États-Unis                             | 4 - 0   | Mexique |                                                                                    |                                                                                    |
| 19 h 00        | Lavelle 5e · Mewis 14e 67e · Press 74e | (2 - 0) |         | Dignity Health Sports Park, Carson Spectateurs : 11 292 Arbitrage : Melissa Borjas | Dignity Health Sports Park, Carson Spectateurs : 11 292 Arbitrage : Melissa Borjas |

#### Finale
| 7 février 2020 | Canada | 0 - 3   | États-Unis                             |                                                                                    |                                                                                    |
| 19 h 00        |        | (0 - 0) | 61e Williams · 71e Horan · 87e Rapinoe | Dignity Health Sports Park, Carson Spectateurs : 17 489 Arbitrage : Tatiana Guzmán | Dignity Health Sports Park, Carson Spectateurs : 17 489 Arbitrage : Tatiana Guzmán |

## Statistiques et récompenses

### Classement des buteurs

#### 7 buts
- Jordyn Huitema (soulier d'or)

#### 6 buts
- Lindsey Horan

#### 5 buts
- Christen Press

#### 4 buts
- Adriana Leon
- Sam Mewis

#### 3 buts
- Janine Beckie
- Christine Sinclair
- Raquel Rodríguez
- Lynn Williams
- Renae Cuéllar

#### 2 buts
- Ashley Lawrence
- Melissa Herrera
- Rose Lavelle
- Jessica McDonald
- Nérilia Mondésir
- Mikerline Saint-Félix
- Kayla McCoy
- Khadija Shaw

#### 1 but
- Jessie Fleming
- Jayde Riviere
- Deanne Rose
- Shelina Zadorsky
- Priscila Chinchilla
- Shirley Cruz Traña
- Jazmín Elizondo
- Tobin Heath
- Carli Lloyd
- Megan Rapinoe
- Melchie Dumornay
- Batcheba Louis
- Tiffany Cameron
- Trudi Carter
- Havana Solaun
- Jimena López
- Stephany Mayor
- Liliana Mercado
- Kiana Palacios
- Katherine Castillo

### Équipe-type
Le 12 février 2020, la CONCACAF dévoile l'équipe-type du tournoi de qualification olympique.
| Gardien         | Défenseurs                                                       | Milieux                                         | Attaquants                                  |
| --------------- | ---------------------------------------------------------------- | ----------------------------------------------- | ------------------------------------------- |
| Stephanie Labbé | Kadeisha Buchanan Ashley Lawrence Stephannie Blanco Crystal Dunn | Raquel Rodríguez Nérilia Mondésir Lindsey Horan | Jordyn Huitema Renae Cuéllar Christen Press |